# 키아니 왕관

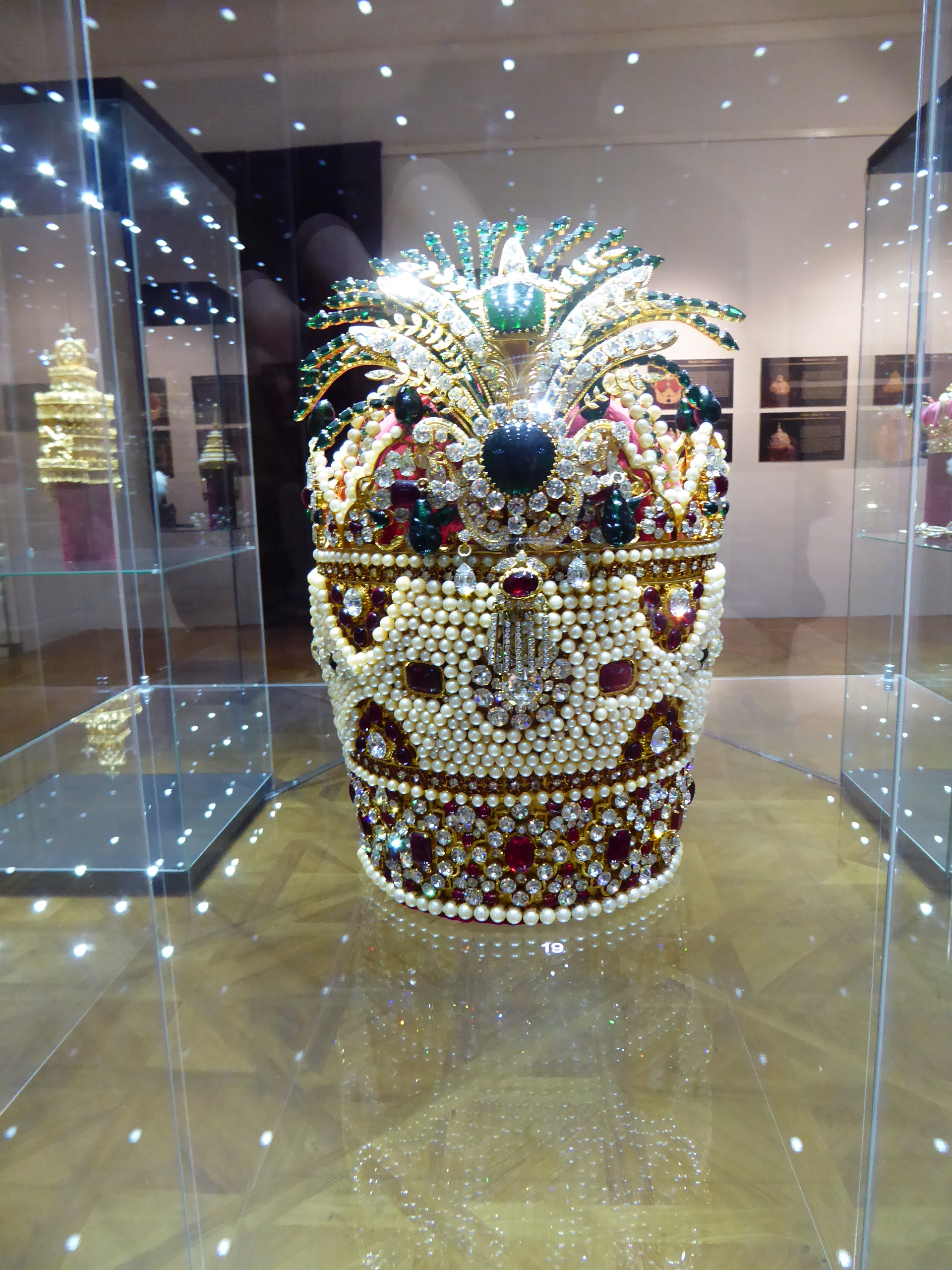
키아니 왕관

키아니 왕관 (또는 카야니 왕관)은 이란의 전통적인 왕관이었다. 왕관은 카자르 왕조(1796년–1925년) 대에 사용되었다.
붉은 벨벳으로 왕관을 만드는데 대개는 그 위에 수천개의 보석으로 장식을 한다. 키아니 왕관은 1800개의 작은 진주(경 7mm)와 약 300개의 에메랄드 그리고 1800개의 루비로 그 아름다움을 더한다. 높이 2 cm (12.5 in.), 폭 9.5 cm (7.5 in.)이다.